# Pirgua (Tunja)
Pirgua es la mayor de las 10 veredas que conforman la zona rural de la ciudad colombiana de Tunja.

## Geografía
Se encuentra en la zona oriental de la ciudad, limitando con las comunas 1,3 y 7 al oeste, Chivatá y Soracá al este, Oicatá al norte y al sur con la vereda de Runta. En este lugar se encuentra el Jardín Botánico de la ciudad, el aeropuerto y la avenida BTS. Su territorio ha ido disminuyendo al paso de los años debido a los fenómenos de expansión urbana de la ciudad.

## Demografía
Esta vereda alberga 1060 habitantes en 2011, el 51% de la población es masculina y el 84% cuenta con educación primaria y solo el 16% tiene educación secundaria.
Al igual que la mayoría de la población rural de Tunja, el 62% son migrantes provenientes del municipio de Soracá (19%),
del municipio de Oicatá (19%), 12% del municipio de Toca, 12% del espacio urbano del municipio de Tunja. La población nativa de esta vereda corresponde al 38%.
Producto de este proceso, el 22% de los migrantes compraron lote y se asentaron en la vereda para explotar la tierra y el 40% llegaron inicialmente con el ánimo de buscar trabajo. El promedio de residencia en esta vereda es de 19 años.
El 94% de la población que reside en esta vereda son propietarios de los terrenos que ocupan, y el 6% paga arriendo.

## Servicios público
Esta vereda es una de las más abandonadas del municipio, en ella no se prestan los servicios básicos y mínimos que requieren sus habitantes. El 70% de las viviendas cuentan con los servicios de energía y acueducto, pero no con telefonía rural ni alcantarillado, las aguas son drenadas a los terrenos de cultivo. El 100% de las viviendas tiene uso exclusivo residencial.